# Coupe des Pays-Bas de football 1969-1970
Navigation
Édition précédente Édition suivante
La Coupe des Pays-Bas de football 1969-1970, nommée la KNVB beker, est la 52e édition de la Coupe des Pays-Bas. La finale se joue le 27 mai 1970 au stade De Vliert à Bois-le-Duc.
Le club vainqueur de la coupe est qualifié pour la Coupe des coupes 1970-1971.

## Finale
L'Ajax Amsterdam bat le PSV Eindhoven 2 à 0. L'Ajax réussit le doublé coupe-championnat cette saison, le PSV disputera la Coupe des coupes 1970-1971.